# アメリカ合衆国国際開発庁
アメリカ合衆国国際開発庁（アメリカがっしゅうこくこくさいかいはつちょう、英語: United States Agency for International Development、USAID）は、1961年に設置されたアメリカ合衆国のあらゆる全ての非軍事の海外援助（ただし、USAIDとアメリカ軍は密接な協力関係にあり、援助に軍事力を利用しないという意味ではない）を行う政府組織である。USAIDは、世界60以上の国々で人道支援、医療衛生、教育発展、民主主義強化、多文化共生社会の実現、女性の権利の擁護、性的少数者への支援、マイノリティの権利の擁護など、多岐にわたる分野で資金提供活動を展開している。日本においても、USAIDはJICA（国際協力機構）やNGO、NPOと協力して多文化共生社会の実現に向けて先進的な取り組みを行っている。
2025年1月、トランプ大統領はUSAIDの対外援助資金の凍結と組織の再編を指示し、これにより多くの援助プログラムが停止し、世界中の人道支援活動に大きな影響を及ぼした。USAIDは、第2次ドナルド・トランプ政権において閉鎖される方針で、一部機能が国務省に統合されることが検討されていると報じられている。
USAIDは、国外に影響力を与える政治活動への関与や潜在的な利益相反について、精査に直面してきた。2025年1月、ドナルド・トランプ大統領が第2次トランプ政権を開始すると、対外援助のほぼ完全な凍結を命令する大統領令14169号に署名し、続いて2月には、ほとんどすべてのUSAIDの職員が管理休職の状態に置かれた。議会からの承認が存在しないにも関わらず行われたこの行動により、トランプ政権に対して複数の訴訟が起こされている。2月になると、トランプ政権、政府効率化省（DOGE）、イーロン・マスクなどは、支出の浪費や不正行為が存在するという、複数の虚偽または誤解を招く主張を行った2025年3月28日、トランプ政権は、USAIDを完全に国務省の管轄下に移し、総数約1万人の職員を法律で義務付けられた最低限の15のポストにまで削減することを発表した。これが実現すれば、事実上、名目上の職員を除いてUSAIDを廃止することになる。しかし、3月28日の発表時点で訴訟は係属中であり、トランプ政権は「議会との協議を保留中である」と述べている。7月1日、マルコ・ルビオ国務長官はUSAIDの事業を同日付で正式に停止すると発表した。

## 設立
1961年9月4日、アメリカ合衆国連邦議会は対外援助法を可決し、アメリカ合衆国の対外支援プログラムを再編し、経済援助を管理する連邦政府機関の創設を義務付けた。この機関の目標は、冷戦中にソビエト連邦の影響力に対抗することと、社会・経済開発を通じてアメリカ合衆国のソフト・パワーを推進することであった。その後、既存の複数の対外支援機関とプログラムを一つの機関に統合することを目指していたジョン・F・ケネディ大統領の大統領令によって、USAIDが設立された。
議会は、1998年の対外関係改革・再編法（Foreign Affairs Reform and Restructuring Act）によって、USAIDを機能的に独立した行政機関として設立し、大統領にはUSAIDを廃止または再編する60日間の猶予を与えた。その間、ビル・クリントン大統領はUSAIDを再編し、アメリカ合衆国国務省からの独立性を維持するようにさせた。 
議会は対外援助法の下でUSAIDのプログラムを承認しており、議会は年次の歳出法案やその他の法律における指示を通じて対外支援法を補完している。USAIDは、アメリカ合衆国の外交政策の公式な構成要素として、大統領、国務長官、国家安全保障会議の指示に従って活動している。

## 活動
大統領に直属した連邦部局であったが、1998年以降は国務省の監督下に置かれ米国の外交政策を反映し、「より良い生活をたてるためにもがいたり、災害からの復興、自由で民主的な国で生活できるように努力するなどの海外の人々へ援助の手を広げて」いる。
グローバル開発アライアンス、経済成長・貿易振興・農業開発、保健、紛争予防及び人道援助を4つの柱としている。
公安局（Office of Public Safety、OPS）は1957年に設置され対象国の警察に訓練や機材を提供していたが、1974年の対外援助法改定で廃止された。海外災害援助局は災害援助を担当する。1986年以降飢饉早期警戒システムネットワークが食料危機を監視している。
2012年からは、ベトナムにてベトナム戦争時に使用した枯葉剤貯蔵施設跡の浄化作業を始めた。
スーダンの担当は、ジョー・バイデン大統領時に国連特別政治問題担当アメリカ合衆国代表代理でもあったロバート・A・ウッドであった。
またバイデン政権（首席補佐官はロン・クレイン、ジェフ・ザイエンツ）では、サマンサ・パワーが長官を務めた。

### 日本との関係
敗戦間もない日本は、まず援助受入国としてUSAIDの前身組織との関係が始まり、後に共同援助国としての関係になっていく。
アメリカに複数存在した対外援助プログラムは、1951年にUSAIDの前進となる独立政府機関対外活動本部（FOA、Foreign Operations Administration）として制度化し、統合された。
当時、西ヨーロッパ諸国ではマーシャル・プラン（欧州復興計画）の一環として、アメリカの資金援助による生産性運動が盛んであった。日本も経済同友会を中心にアメリカと交渉を重ねた。1954年に他の経済団体（日本経営者団体連盟、経済団体連合会、商工会議所）の同意を取り付け、日米生産性増強委員会（第5回委員会より日本生産性協議会に改称）を発足した。さらに通商産業省や外務省、労働省など関係省庁との協議を経て、発展的に改組する形で1955年に財団法人日本生産性本部が設立された。日本生産性本部の設立資金のうち、50万ドル（約1億8000万円）をFOAが援助として拠出している（1億円は日本の経済団体など民間資金、4000万円は日本政府が拠出）。アメリカ側は、経済団体・政府・労働組合の協働を指導したが、ナショナルセンターは設立時は距離を置き、後に合流した。日本生産性本部は、海外視察団を組織して、アメリカに派遣を行った（1955年から61年までの7年間で3,986名）。この際、受入日程や案内、評価はFOAを引き継いだICA（国際協力庁）が主導した。
同時期、ICAは、学術連携分野としてミシガン大学に資金を提供し、ミシガン協定に基づき早稲田大学に援助を行った。この協定により早稲田大学生産研究所（現：早稲田大学ビジネス・ファイナンス研究センター）が設立されている（3年間で60万ドル、日本側は2万9700ドルを負担）。
1960年1月のアメリカ議会公聴会で対日援助の打ち切りが決定し（予算措置は1961年度末まで）、日本は援助受入国から、開発援助側に参加することになる。
1993年7月に宮澤喜一首相とクリントン大統領は、地球的展望に立った協力のための共通課題（日米コモン・アジェンダ）構想を打ち出し，国際協力機構（JICA）とUSAIDは、この構想に基づく援助協調を推進した。しかし、この枠組みは、ブッシュ政権の成立とともに、2001年（2000年度末）に実質的に消滅した。
2002年6月、外務省と国際開発庁との間で「保健分野における日米パートナーシップ」が立ち上げられ、外務省、国際協力機構（JICA）、USAIDは、共同で複数のアクション・プランを実施した。また、2024年9月24日には，「国際保健分野における協力に関する米国際開発庁（USAID）との協力覚書の署名」を結び、国際保健分野での協力を深化していくことを確認している。
2011年3月11日の東日本大震災では、在日本米国大使の「災害宣言」に基づき、国務省はUSAID海外災害支援事務所（OFDA）が支援活動を実施した。災害評価チーム（DART）と国際捜索救助チームを派遣した。チームは捜索救助隊員144名、捜索犬14頭、資機材45トンとなり、三沢基地経由で14日に大船渡市に到着した。大船渡市では、大船渡地区消防本部と大阪市消防局の指揮下で活動し、16日以降は釜石市にも活動範囲を拡大して、救助・捜索活動を展開した。
2018年の平成30年7月豪雨（西日本豪雨）では、USAID海外災害援助室が、認定NPO法人ピースウイングジャパンの緊急支援活動に対して100,000ドル(約1,100万円)の支援を実施するなど、日本国内の自然災害において支援を行っている。

## USAIDの閉鎖
2025年1月20日、ドナルド・トランプ大統領は2期目の就任直後、対外援助の一時停止を指示する大統領令14169号「米国の対外援助の再評価と再調整」に署名した。これにより、国際開発庁(USAID)の多くのプログラムが停止された。
さらに、トランプ政権は新たにイーロン・マスクが主導する政府効率化省（DOGE）を設立した。マスクはUSAIDの運営に対する批判を表明し、同庁の閉鎖手続きを開始した。
2025年2月5日、ホワイトハウスは、USAIDが実施してきた過去の一連の活動を「浪費と悪用」だと主張する声明を発表し、「ベトナムの電気自動車のための250万ドル」「エジプトの観光業への600万ドルの資金提供」「数億ドルがアフガニスタンのケシ栽培とヘロイン生産を支え、タリバンの利益となった」などの12件の具体例を列挙した。しかし、12件のうち11件の主張が、事実に反する虚偽や誤解を招く主張であることが指摘されている。
2025年2月3日、ワシントンD.C.のUSAID本部において、職員の建物への立ち入りが禁止された。同日、国務長官のマルコ・ルビオがUSAIDの長官代理を務めていることが発表され、さらに権限を代行しているピート・マロッコ（Pete Marocco）が閉鎖手続きを担っていることが明らかになった。3月28日にはルビオがUSAIDを7月1日までに再編し、一部機能を国務省の管轄下に置く方針を議会に通知したが、4月13日にはマロッコが国務省を離れたと報道された。7月1日、ルビオはUSAIDの事業を同日付で正式に停止すると発表した。ルビオは声明で、米国は「慈善ベースのモデル」を廃止し、今後の対外援助は的を絞った限定的なものになると表明。新たなモデルでは援助よりも貿易や投資を優先し、米国は中国に対抗する上でより強い立ち位置を確保できると付け加えた。
USAIDは約30か国で6,000人以上のジャーナリスト、700以上の独立系ニュースルーム、約300のメディア関連市民社会団体を支援してきた。しかし現在、多くの受益者は、長期的な資金提供のリスクや政治的攻撃を恐れ、公に声を上げることを躊躇している。
イギリスの医学誌「ランセット」に掲載された研究によれば、第2次トランプ政権による人道支援の削減により1400万人が早死にのリスクにさらされることが明らかにされている。

### 反応
民主党は、議会の承認なしにUSAIDを閉鎖するのは違法であると主張し、反発を強めている。また、国際的な人道支援団体や専門家からは、援助の停止が世界中の脆弱なコミュニティに深刻な影響を及ぼすとの懸念が表明されている。一方、トランプ政権は対外援助の見直しが「米国の利益と安全保障を強化するために必要である」と主張している。

## 外交上の位置
1992年にリオ・デ・ジャネイロで行われた地球サミットで世界各国は開発援助委員会として知られる豊かな国（OECDのおよそ22ヶ国）に政府開発援助の目標を国民総生産の0.7%とすることを含んだアジェンダ21を採択した。米国の対外援助の水準はこのゴールに達しない（米国はGNPの約0.1％で世界で最も裕福な国の内で最低である）が、総額では米国は経済援助の世界で最大の提供者となっている。OECDによると2003年に162億5400万ドルを提供した。